# Пьер де Вьель-Брид
Пьер де Вьель-Брид (фр. Pierre de Vieille-Bride; год и место рождения неизвестны — 1242, Палестина) — 17/18-й Великий магистр ордена госпитальеров (1239/1240—1242), военачальник.

## Передача имени
- Fra’ Pierre de Viellebride 1239/1240—1242[1]
- фр. Frere de Villebride[2]
- фр. Pierre de Villebride[3]
- итал. Pietro di Villebrida[4]
- итал. Piero de Villebride[5]

В работах на русском языке: Пьер де Вильбрид, Пьер де Вьель-Брид или Пьер де Вийей-Брид.

## Краткие сведения
Первое упоминание ещё в бытность простым  рыцарем относится к февралю 1216 года. Складывается впечатление, что всё время жил на Святой земле, по крайней мере его пребывание там задокументировано в 1216 году и с 1237 по 1239 годы. Судя по вариантам орфографии имени лат. PETRUS ⠇DE ⠇VETERI ⠇BRIVATO > фр. Pierre de Vieille-Brioude, вне всяких сомнений родился в Оверни.

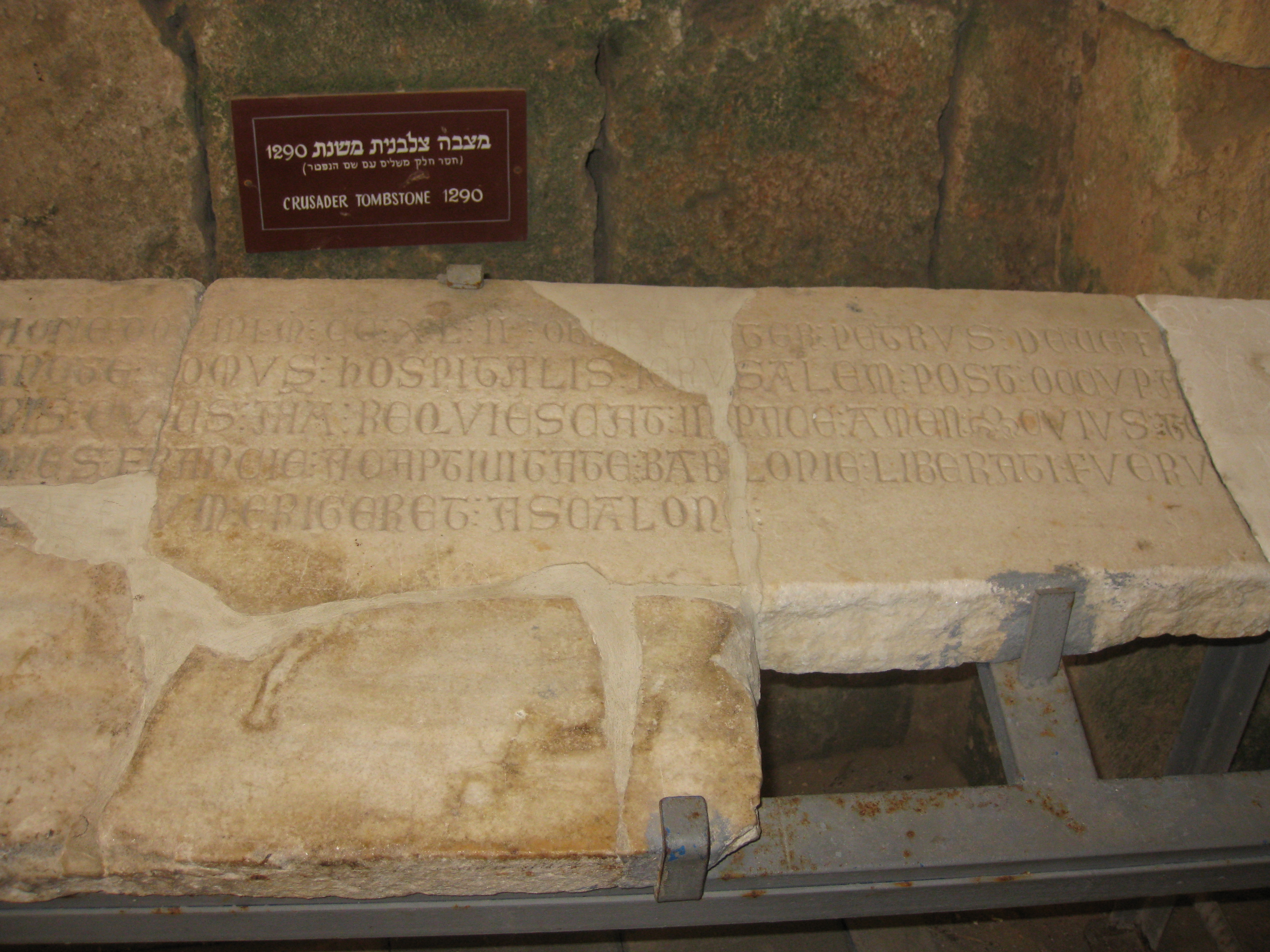
Эпитафия магистру

Был назначен великим магистром (фр. grand-maître) в конце 1239 года или в 1240 году, поскольку первое упоминание Пьера де Вьель-Брида в качестве главы ордена датируется 1240 годом. Предположительно был избран магистром во время высадки Тибо IV в Акре 1 сентября и нападением на Аскалон и Газу с последовавшим разгромом его войска из 1000 (или 1500) французских рыцарей 13 ноября 1239 года. Причиной поражения считается отсутствие единого лидера, жажда отдельных предводителей отрядов крестоносцев заполучить добычу, а не стремление к совместным действиям объединённых сил против неприятеля. Госпитальеры и храмовники отговаривали Тибо IV от опрометчивого похода на Египет и не принимали в нём участия. В сентябре 1340 года Тибо IV тихо покинул Святую землю, но в 11 октября того же года в Акре высадился Ричард Корнуэльский. Во время бесславного крестового похода, которому даже не был определён порядковый номер, два его предводителя (Тибо и Ричард) даже не встретились.
Точная дата смерти неизвестна. Во всяком случае магистр умер до 31 мая 1243 года, когда на этом посту уже находился Гийом де Шатонёф. Но данный факт противоречит распространённой общепринятой до начала XX века точке зрения о том, что Вьель-Брид погиб в битве при Газе 17 октября 1244 года.
Паули указал 1241 год датой избрания магистром. Заллес связывал избрание магистром с началом Седьмого крестового похода и высадкой Святого Людовика на Святой земле, руководству орденом отвёл 1248—1251 годы, а смерть датировал 1251 годом в Акре. Всем этим сведениям противоречит эпитафия магистру, в которой датой смерти указан 1242 год: «<…> ⠇M ⠇CC ⠇XL ⠇II ⠇OBIIT ⠇FRATER ⠇PETRUS ⠇DE ⠇VETERI ⠇BRIVATO ⠇<…>».